# Фрейманис, Гинтс
Гинтс Фре́йманис (латыш. Gints Freimanis; 9 мая 1985, Салдус — 6 июня 2023, Салдус) — латвийский футболист, полузащитник. Выступал за сборную Латвии.

## Карьера
Воспитанник елгавского футбола, свою футбольную карьеру Гинтс Фрейманис начинал в «Виоле» (впоследствии, объединившись с РАФом, образовала клуб «Елгава»). В начале 2005 года Гинтс Фрейманис перешёл в «Вентспилс», но, проведя весь сезон в дубле, он так и не смог сыграть в Высшей лиге Латвии.
В начале 2006 года Гинтс Фрейманис присоединился к «Дижванагам», команде-дебютантке Высшей лиги, и в её составе сам дебютировал в ней. Правда по итогам сезона «Дижванаги» заняли последнее, восьмое, место в турнирной таблице и вылетели в Первую лигу. После Гинтс Фрейманис вернулся в родной ему клуб «Елгава», в составе которого отыграл до лета 2007 года, пока его не пригласил к себе клуб «Юрмала».
Перед сезоном 2008 года Гинтс Фрейманис побывал на просмотре в рижском клубе «Сконто», но закрепиться в нём не сумел. А вот в клубе «Рига» он смог проявить себя, и в конечном итоге пополнил его ряды. Но и в составе «Риги» Гинтс Фрейманис выступал лишь до лета, а из-за финансовых проблем, которые тогда начались в клубе, он постарался попытать счастье за границей.
Летом 2008 года Гинтс Фрейманис отправился на просмотр в ирландский клуб «Корк Сити», который впоследствии даже согласился подписать с ним контракт, но, из-за проволочек с трансфером, клуб в скором времени передумал. Чуть позже, 3 сентября, Гинтс Фрейманис присоединился к другому ирландскому клубу — «Лонгфорд Таун», но официально перейти в него он тоже не сумел, так как трансфер не был оформлен в срок.
В конце концов Гинтс Фрейманис вернулся на родину и доиграл сезон 2008 года в рядах «Елгавы». В январе 2009 года он отправился на просмотр в испанский клуб «Реал Бетис», где провёл полторы недели, но контракт так и не подписал.
Скончался 6 июня 2023 года от меланомы.

## Достижения
- Обладатель Кубка Латвии: 2014
- Серебряный призёр Первой лиги Латвии: 2005.